# Церковь Покрова Пресвятой Богородицы (Косырёвка)
Церковь Покрова Пресвятой Богородицы — православный храм Липецкой епархии, расположенный в селе Косырёвка Липецкого района Липецкой области. Архитектор - Юрий Курочкин.
Адрес: Липецкая область, Липецкий район, с. Косыревка, ул. Новая, 11.

## История
Первая деревянная церковь в селе была построена в 1872 году на средства прихожан. Имела один престол — во имя Покрова Божией Матери. В приходе, открытом в этом же году, были две деревни: Кулешовка — в 5 верстах от церкви и Федоровка — в 7 верстах. При церкви была образована церковно-приходская школа.
В советское время храм был разобран и закрыт. После распада СССР в память о поруганном деревянном храме местные жители решили построить новый каменный храм во имя Покрова Божией Матери. Он строился на пожертвования селян. В 2008 году архиерейским чином было совершено освящение закладного камня в основание нового храма. Первоначально были возведены стены в уровне первого яруса, после чего строительство было временно остановлено. Были внесены изменения в проект: модернизировано решения убранства фасадов, новая архитектура звонницы, новый купол с врезными люкарнами по сторонам света. В настоящее время храм действует. Продолжаются работы по благоукрашению интерьера и благоустройству территории .
Покровский храм возведен в стиле русского неоклассицизма из силикатного кирпича, выкрашен в голубые тона с выделением белым архитектоники фасадов. В 2013 году были освящены колокола храма. В настоящее время настоятель храма — протоиерей Валерий (Папин). Богослужения совершаются по выходным и праздничным дням.

## Духовенство
- Настоятель храма — протоиерей Валерий Папин[6]